# 池田町 (長野縣)
池田町（日语：／ Ikeda machi */?）是位于長野縣北安曇郡的一町。位于安曇野北部。

## 地理
- 山：大穴山、大峰高原
- 河川：高瀨川